# Внутрішньо переміщена особа
Внутрішньо переміщена особа (ВПО) — в українському законодавстві це громадянин України, іноземець або особа без громадянства, яка перебуває на території України на законних підставах та має право на постійне проживання в Україні, яку змусили залишити або покинути своє місце проживання у результаті або з метою уникнення негативних наслідків збройного конфлікту, окупації, повсюдних проявів насильства, порушень прав людини та надзвичайних ситуацій природного чи техногенного характеру.
Внутрішньо переміщеними особами є люди, що були змушені раптово тікати зі своїх будинків у великих кількостях в результаті збройного конфлікту, внутрішньої ворожнечі, систематичних порушень прав людини або стихійних лих, але знаходяться на території власної країни.

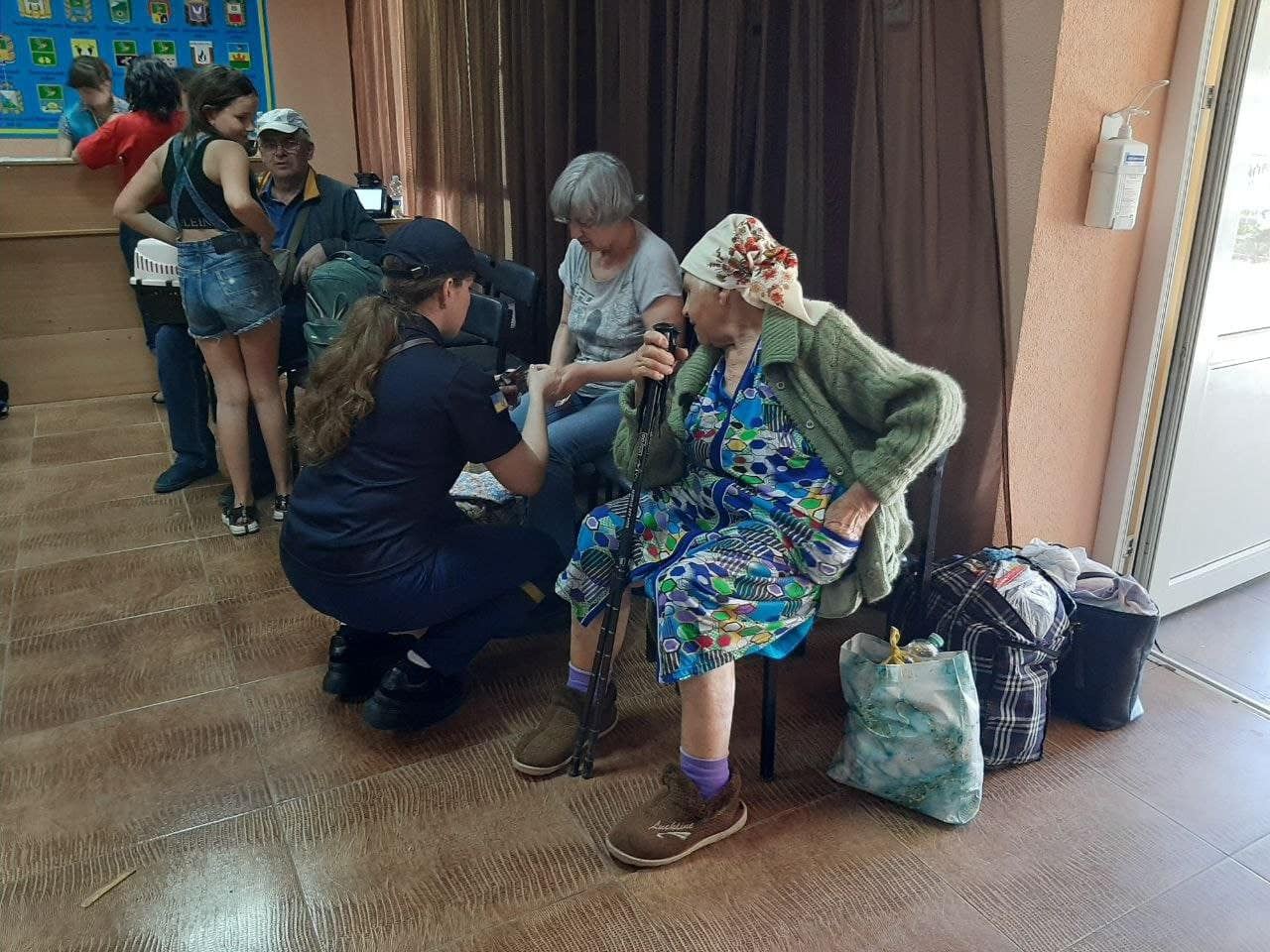
Переселенці з окупованих територій Харківської та Луганської областей

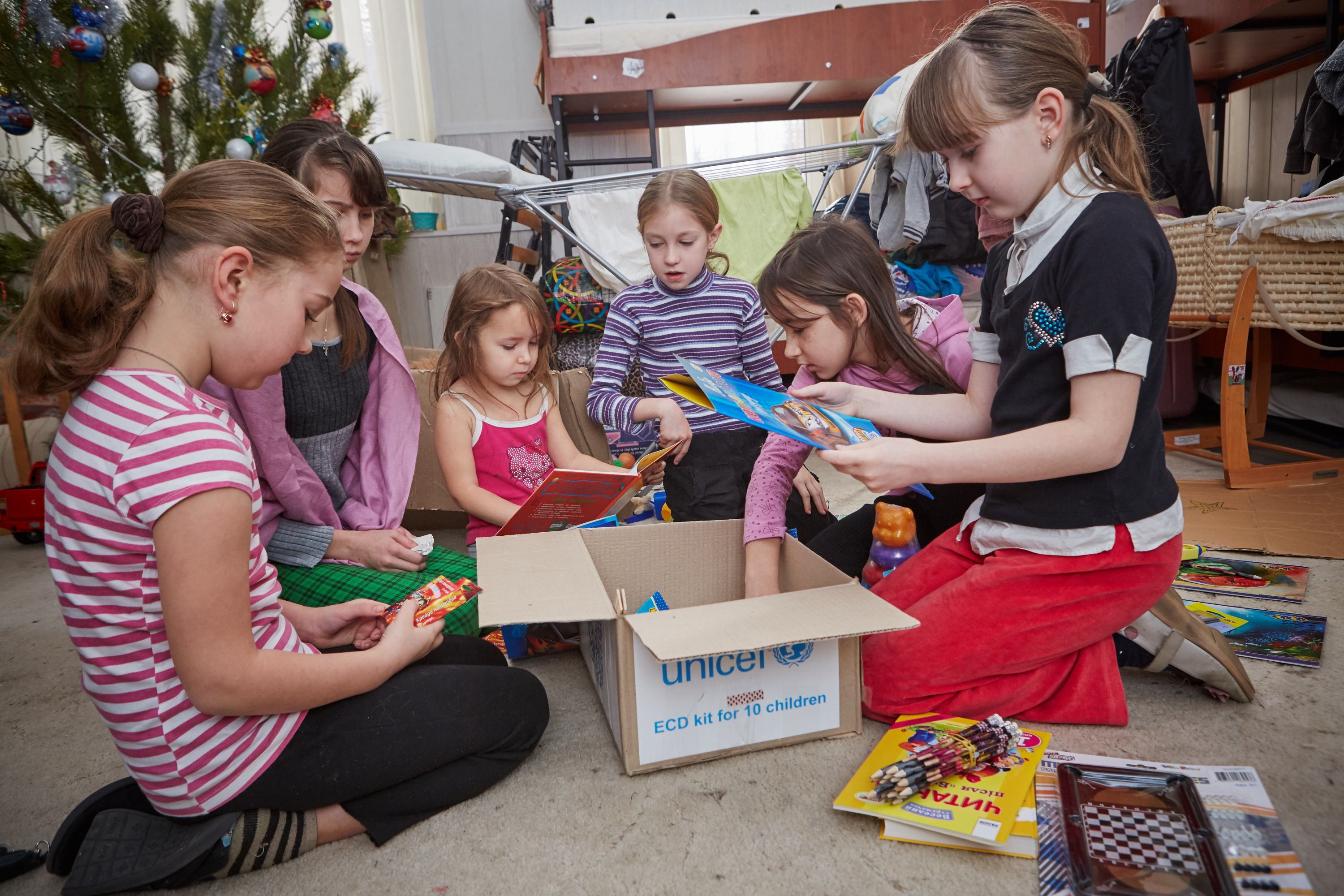
Харків - внутрішньо переміщені діти

Фактично, внутрішньо переміщені особи, це особи, які підпадають під визначення вимушені переселенці, але які, покинувши місце свого постійного проживання, залишаються в країні своєї громадянської належності та можуть користуватися її захистом.
Специфіка внутрішньо переміщених осіб полягає в тому, що, бувши громадянами держави і залишаючись на її території, вони знаходяться під винятковою юрисдикцією і захистом своєї країни, навіть якщо сама держава і неспроможна забезпечити такий захист. Тому надання допомоги таким особам з боку міжнародних органів може кваліфікуватися як втручання у внутрішні справи держави.
За оцінками деяких кліматологів розвиток глобального потепління призведе до опустелювання, збезводнення і непридатності для подальшого проживання та господарської діяльності значних територій. Якщо в більшості країн, території яких лежать в одному кліматичному поясі, це викличе масову еміграцію, то в США, Росії, Канаді та Китаї, територія яких лежить в різних кліматичних зонах — значну хвилю внутрішніх переміщених осіб.

## Статистика
Станом на 1 січня 2004 року, найбільше число внутрішньо переміщених осіб знаходилося в Колумбії (1244100 чоловік), Азербайджані (575600), Ліберії (531600), Шрі-Ланці (386100), Росії (368200), Боснії і Герцеговині (327200), Грузії (260200), Сербії і Чорногорії (256900), Афганістані (184300) і Кот-д'Івуарі (38000 осіб). Згідно з дослідженням Управління Верховного комісара ООН у справах біженців в кінці 2007 року за межами місць свого звичайного проживання перебували 11,4 мільйона біженців та 26 мільйонів внутрішньо переміщених осіб. Недавні конфлікти, що викликали переміщення осіб всередині країни — конфлікт у Південній Осетії і військова операція в Палестині.
У зв'язку із конфліктом на сході України в країні офіційно налічується близько 1.5 млн внутрішньо переміщених осіб, станом на кінець 2018 року.

## Біженці та вимушені переселенці російсько-української війни
У 2022 році внаслідок повномасштабного вторгнення військ РФ в Україну, кількість внутрішніх переселенців зросла. Міста на заході України як Чернівці, Львів, Ужгород та інші стали центрами приймання переселенців. Переселенцями стали не лише дорослі, але й діти, для яких, наприклад у Чернівцях, організовують дозвілля.
Станом на 14 грудня 2022 року стало відомо, що через повномасштабну війну в Україні зареєстрували 4,9 млн внутрішньо переміщених осіб, з них 30% – це пенсіонери та люди з інвалідністю.

## Допомога ВПО
Необхідність надання допомоги особам, змушеним з об'єктивних причин стихійно змінити місце свого проживання особливо гостро проявилася в 1970-х в силу громадянських воєн, що розгорілися на територіях Анголи, В'єтнаму, Камбоджі, Судану. До того часу допомога міжнародного співтовариства стосувалася лише біженців — осіб, які покинули межі своєї країни і не користуються її захистом. Міжнародним органом з питань біженців було Управління Верховного комісара ООН у справах біженців (УВКБ ООН). У 1972 році УВКБ ООН, керуючись гуманними міркуваннями, включило «осіб, переміщених всередині країни», в свої Програми в області допомоги та відновлення для біженців і репатріантів. У цьому ж році Генеральна Асамблея ООН і Економічна і соціальна рада ООН своїми резолюціями розширили post factum мандат УВКБ ООН, рекомендувавши йому, за пропозицією Генерального секретаря ООН, брати участь у таких гуманітарних операціях ООН, в яких Управління володіє «особливими багатими знаннями та досвідом».
Міжнародними органами, що надають допомогу внутрішньо переміщеним особам є:
- Управління Верховного комісара ООН у справах біженців
- Міжнародний комітет Червоного Хреста
- Міжнародна організація з міграції
- Спеціальний представник ООН у справах осіб, переміщених всередині країни